# 滇四角柃
滇四角柃（学名：Eurya paratetragonoclada）为山茶科柃木属下的一个种。

## 扩展阅读
- 維基物種上的相關：滇四角柃